# 布拉特斯卡韋特山
72°6′S 1°27′E / 72.100°S 1.450°E
布拉特斯卡韋特山是南極洲的山峰，位於東部南極洲的毛德皇后地，屬於斯維爾德魯普山脈的一部分，處於文德霍爾滕山以北，海拔高度2,100米，挪威的製圖師根據測量和空中照片把該山嶺繪入地圖。